# Zotalemimon subpuncticollis
Zotalemimon subpuncticollis là một loài bọ cánh cứng trong họ Cerambycidae.